# میکه‌کاراچونی‌فا
میکه‌کاراچونی‌فا (به مجاری:  Mikekarácsonyfa) یک منطقهٔ مسکونی در مجارستان است که در ناحیه لنتی واقع شده‌است.